# Refroidissement radiatif

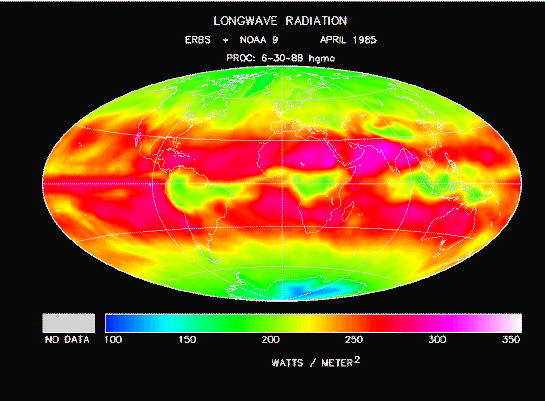
Intensité du rayonnement thermique provenant des nuages, de l'atmosphère et de la surface de la Terre (données ERBS, avril 1985).

Le refroidissement radiatif est le processus par lequel un corps perd de la chaleur par rayonnement thermique : comme décrit par la loi de Planck, tout corps émet spontanément et continuellement un rayonnement électromagnétique qui emporte une partie de son énergie thermique.

## Sur Terre

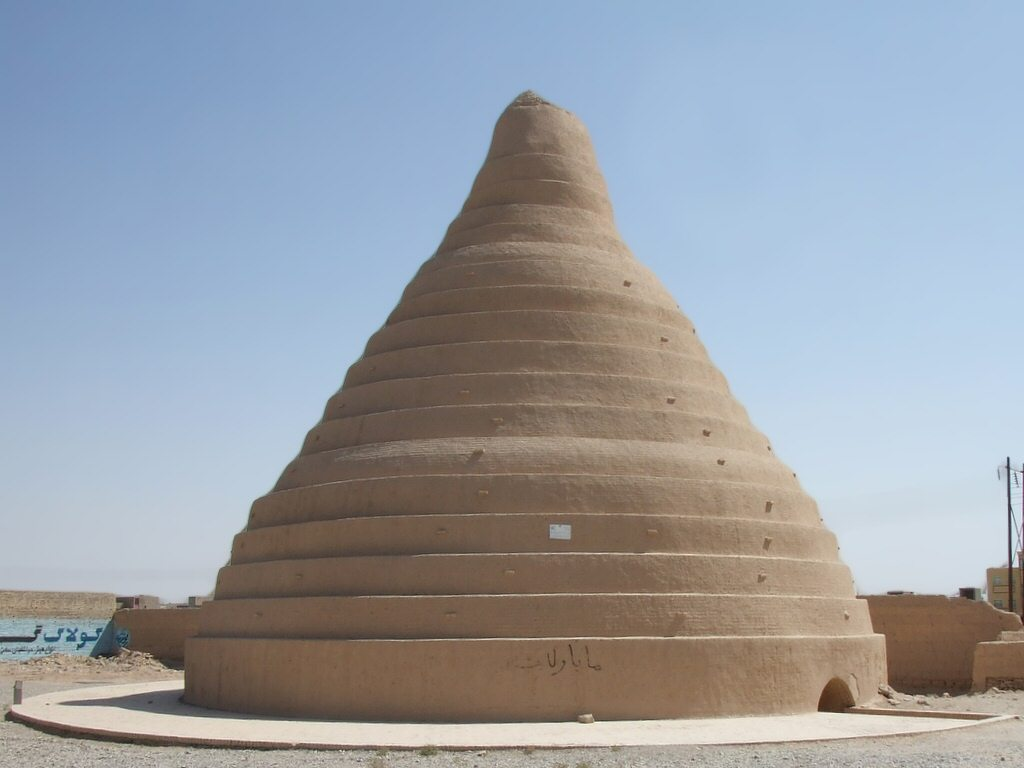
Yakhtchal iranien, combinant isolation thermique, refroidissement par évaporation et refroidissement radiatif au niveau de son alimentation en eau (ici, dans la province de Yazd).

### Fenêtre atmosphérique de rayonnement thermique
Le rayonnement infrarouge peut traverser l'air sec et clair dans la gamme de longueurs d'onde de 8 à 13 µm. Les matériaux capables d'absorber de l'énergie et de la rayonner dans ces longueurs d'onde présentent un fort effet de refroidissement. Les matériaux qui peuvent également refléter 95 % ou plus du rayonnement solaire dans la plage de 200 nm à 2,5 μm peuvent présenter un refroidissement même en plein soleil.
L'existence de cette fenêtre de rayonnement a été utilisée de manière empirique en Inde pour produire de la glace par refroidissement nocturne avant l'invention du réfrigérateur : on versait de l'eau dans un plateau en céramique peu profond disposé en extérieur et exposé au ciel nocturne, le fond et les bords étant isolés thermiquement avec une épaisse couche de foin ; pour peu que l'air soit calme et proche de 0 °C, le rayonnement radiatif de l'eau était suffisant pour lui permettre de geler sans être réchauffé par son environnement. En Iran, les yakhtchal utilisaient ce phénomène pour fonctionner comme réfrigérateurs naturels.

### Principe des revêtements à refroidissement radiatif

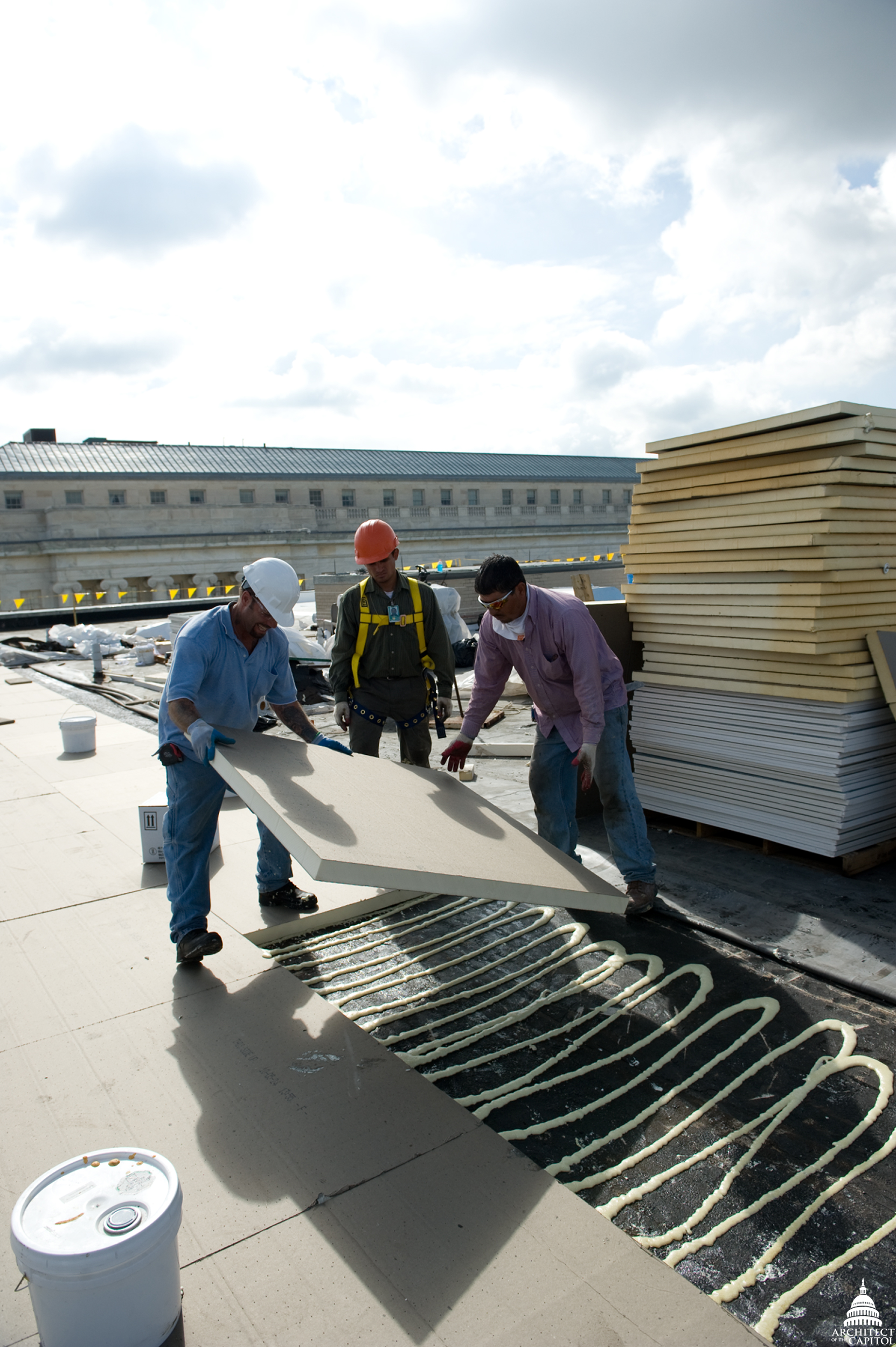
Dalles à refroidissement radiatif installées sur le toit de Rayburn House, à Washington, D.C..

Les revêtements à refroidissement radiatif combinent une réflectance solaire élevée avec une exitance infrarouge élevée, réduisant ainsi simultanément le gain de chaleur solaire et augmentant l'évacuation de la chaleur par rayonnement. Le refroidissement radiatif offre ainsi un potentiel de refroidissement passif pour les bâtiments résidentiels et commerciaux. Les refroidisseurs radiatifs les plus courants sur les bâtiments sont les revêtements pour toitures peints en blanc, qui présentent une réflectance solaire et une exitance infrarouge atteignant respectivement 0,94 et 0,98 ; ces grandeurs évoluent cependant dans le temps au gré du vieillissement des matériaux et des intempéries auxquelles ils sont soumis, et ne sont généralement pas maximisées en même temps pour un matériau donné. La réflectance solaire des peintures provient de la diffusion des ondes visibles par les pigments diélectriques contenus dans la résine polymère de la peinture, tandis que l'exitance provient de la résine polymère elle-même. Cependant, dans la mesure où les peintures blanches les plus courantes, à base de dioxyde de titane et d'oxyde de zinc, absorbent également les rayonnements ultraviolets, la réflectance solaire de ces peintures ne dépasse pas 0,95.

### Réalisations techniques
En 2014 a été publié le premier revêtement à refroidissement radiatif réalisé à l'aide d'une structure multicouche qui émet dans l'espace des rayonnements infrarouges de grande longueur d'onde et peut se refroidir jusqu'à 5 °C en-dessous de la température ambiante en plein soleil. Des recherches ultérieures ont permis de produire des revêtements polymères poreux pouvant être peints et dont les ports diffusent la lumière du soleil pour donner une réflectance de 0,96 à 0,99 et une exitance thermique de 0,97. Les expériences en plein soleil ont montré un refroidissement du revêtement de 6 °C en-dessous de la température ambiante avec une puissance de refroidissement de 96 W/m2.
Il existe d'autres approches de mise en œuvre du refroidissement radiatif, comme le dépôt de couches diélectriques sur des miroirs métalliques ou le dépôt de polymères ou de composites sur des couches d'argent ou d'aluminium. En 2015 a été publiée la réalisation de couches de polymères argentées présentant une réflectance solaire de 0,97 et une exitance thermique de 0,96 et qui demeurent 11 °C plus froides que les peintures blanches commerciales sous un soleil de plein été. Des recherches sont également réalisées sur l'inclusion de particules diélectriques de silice ou de carbure de silicium dans des polymères translucides aux longueurs d'onde du rayonnement solaire avec une émissivité dans l'infrarouge,. Une réalisation de ce concept a été publiée en 2017 avec des microsphères de silice polaire incluses aléatoirement dans une matrice polymère. Ce matériau est translucide au rayonnement solaire et présente une émissivité dans la fenêtre de transmission atmosphérique infrarouge de 0,93 ; déposé sur une peinture argentée, il permet d'atteindre en plein soleil une puissance de refroidissement radiatif de 93 W/m2.
En avril 2021 a été publiée la réalisation d'une peinture acrylique blanche à base de sulfate de baryum avec du diméthylformamide atteignant une réflectance de 98,1 % et une émissivité de 0,95 dans la fenêtre atmosphérique de rayonnement thermique, tandis que les couches minces de nanoparticules de BaSO4 atteignaient une réflectance de 97,6 % pour une émissivité de 0,96 dans la fenêtre atmosphérique infrarouge, permettant un fonctionnement 4,5 °C sous la température environnante et une puissance de refroidissement radiatif de 117 W/m2, ce qui avait fait l'objet d'un dépôt de brevet en 2018.

## Dans l'espace
Les boucliers thermiques des véhicules spatiaux ou des engins hypersoniques peuvent mettre en œuvre un refroidissement radiatif à travers le dépôt d'un matériau à émissivité élevée comme le disiliciure de molybdène MoSi2 sur une céramique ultraréfractaire. Dans ce genre d'applications, une émissivité totale généralement comprise entre 0,8 et 0,9 doit être maintenue même dans une gamme de températures élevées. La loi de Planck indique que, lorsque la température croît, le maximum d'émission du corps noir se déplace vers les longueurs d'onde plus courtes, c'est-à-dire vers les fréquences plus élevées, ce qui conditionne le choix des matériaux devant être utilisées à ces températures. En plus de permettre un refroidissement radiatif efficace, les systèmes de boucliers thermiques radiatifs doivent être tolérants aux dommages matériels et intégrer des fonctions d'autoréparation à travers la formation de verres visqueux à haute température.